# Nimy
Nimy (en wallon Nîmi) est une ancienne commune de Belgique située en Wallonie dans la province de Hainaut.
C'était une commune à part entière avant qu'elle ne fusionne le 1er janvier 1972 avec Mons.

## Toponymie
Plusieurs hypothèses existent sur l'origine du nom de Nimy : 
- le nom de Nimy pourrait venir du gaulois nemeton signifiant « sanctuaire » ;
- selon François Collette[5], Nimy pourrait dériver du latin classique nemus, -oris désignant « un bois consacré à une divinité » ou « une forêt renfermant des pâturages »[6] ;
- une autre hypothèse affirme que le toponyme signifierait « propriété de Nimius (ou Nemesius) », le y final de Nimy dérivant du suffixe -acum indiquant la propriété.

## Géographie
Nimy est situé dans la dépression fluviale de la rivière Haine, affluent de l'Escaut, qui traverse la localité. Il s’agit d’une plaine humide également marquée par la présence du Canal Nimy-Blaton-Péronnes. Le sous-sol est notamment constitué d'alluvions quaternaires. Du fait de sa localisation dans une cuvette, l'altitude de Nimy est assez faible (de 36 à 57 m).
L'ouest de Nimy est bordé par un plan d'eau artificiel appelé « Le Grand Large » d'une superficie de 80 ha. Le Grand Large a pris sa forme actuelle en 1970 à la suite de la suppression du Canal Mons-Condé.

## Évolution démographique
- Sources : INS, Rem. : 1831 jusqu'en 1970 = recensements, 1976 = nombre d'habitants au 31 décembre.

## Histoire

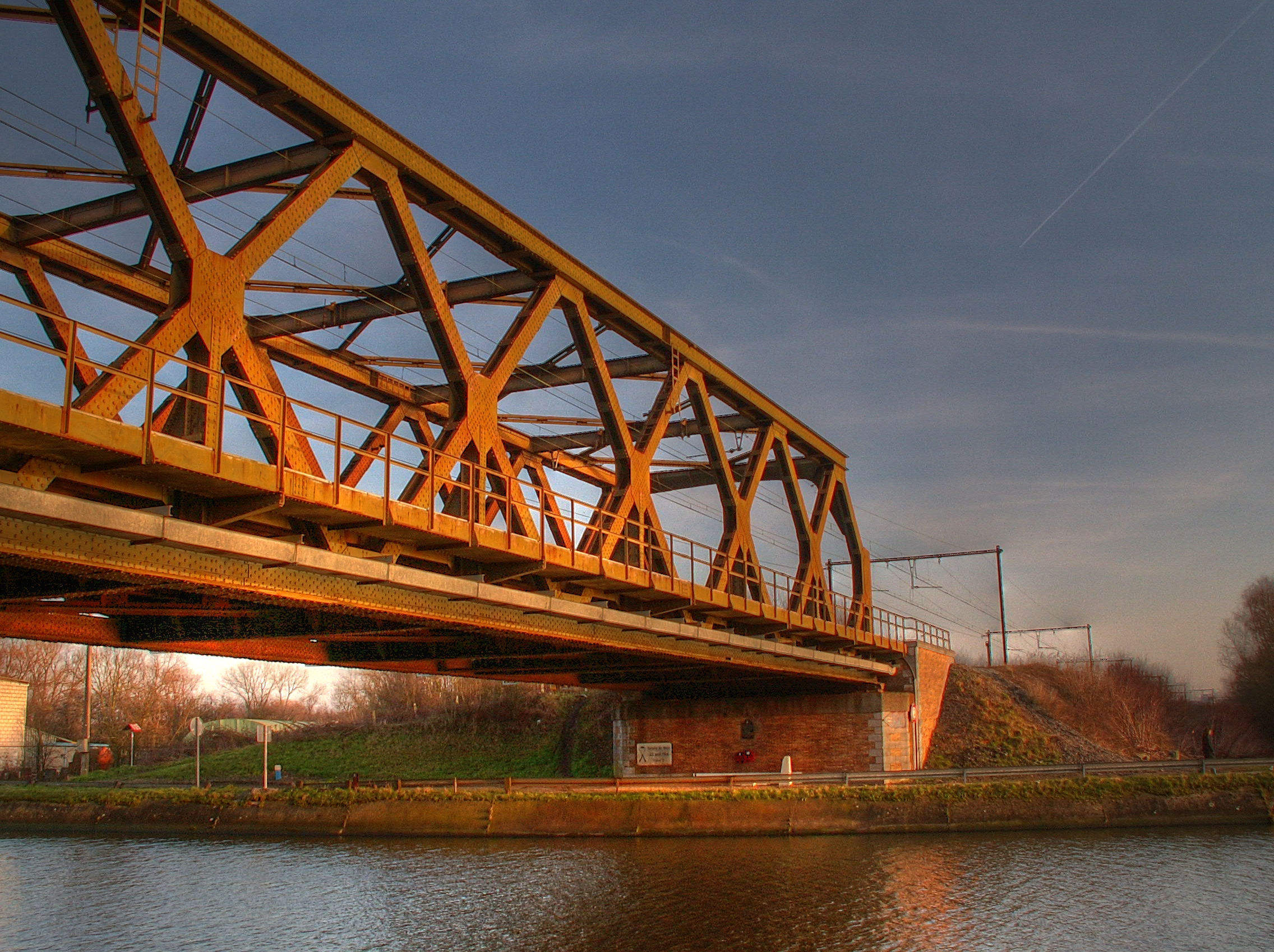
Le pont de Nimy.

Au nord de Nimy, une occupation humaine datant de la fin du Paléolithique avec des silex taillés formant des racloirs et des couteaux a été identifiée.
De l'époque romaine, des fouilles ont révélé la présence d'une villa du Ier au IIIe siècle apr. J.-C. Un trésor de 241 antoniniens de la période des empereurs romains Élégabale a été retrouvé à Postume.
À partir du Xe siècle, des traces écrites de l'entité de Nimy-Maisières sont trouvées. Cette entité appartient à la famille de Waudru qui, entrée en religion, fonde un monastère sur la colline de Mons. Son héritage revient en fin de compte au chapitre de Sainte-Waudru à Mons. Au niveau féodal, Nimy-Maisières relevait du comté de Hainaut, sis à Mons.
Lors de la Première Guerre mondiale, Mons et, au nord, Nimy sont l'enjeu d'une bataille qui oppose frontalement la 1re armée allemande du général von Kluck et l'armée britannique du général French sur le canal Mons-Condé.
Dans la soirée du 22 août, un bataillon anglais prend position le long du canal de Mons à Condé. Le 23 août, le 2e bataillon du 84e régiment d’infanterie de Schleswig attaque les positions anglaises au pont de Nimy. Ils sont appuyés par l'artillerie allemande mais ne peuvent déboucher car les mitrailleuses britanniques les déciment. Malgré ce succès provisoire, les Britanniques sont contraints de se replier à 15h.
Lorsque les Allemands, ivres de vengeance, pénètrent à Nimy, ils boutent le feu à l’aide de capsules incendiaires à 108 maisons et prennent une centaine d’otages qu’ils placent comme boucliers humains en avant de leurs troupes. Une dizaine de civils sont tués ce jour-là à Nimy.
En 1971, la commune de Nimy fusionne avec Mons.

## Culture et patrimoine
- Le Musée du Vieux-Nimy, centre de référence de la céramique à l'intérieur de la localité, possède de riches collections de céramiques de Mons et du Borinage, ainsi que de la région des Hauts-de-France. Il a reçu en dépôt une partie des collections de la section de céramique de l'ancien Musée du Centenaire de Mons. Il ne se limite pas à la production des faïenceries de Nimy et est représentatif des œuvres produites par les faïenceries réputées du Hainaut (Nimy, Thulin, Saint-Ghislain, Wasmuël, Baudour, etc.) et de celles du nord de la France (Onnaing, Saint-Amand-les-Eaux, Ferrière-la-Petite, etc.). Il possède également une riche collection de pipes en terre[4].
- Hôtel communal, édifice en pierre d’Écaussinnes et brique de style éclectique régional inauguré en 1886.
- Église Sainte-Vierge de style roman datant de 1789, la tour datant de 1708.

## Économie
Jusqu'à la fin de l'Ancien Régime, les ressources économiques de Nimy sont principalement agricoles. Dès la fin du XVIIIe siècle, diverses industries s'installent et se développent lors de la Révolution industrielle : des piperies de terre, une faïencerie renommée, des ateliers de construction métallique, plusieurs fabriques de chicorée, une sucrerie, une raffinerie de sel, etc.

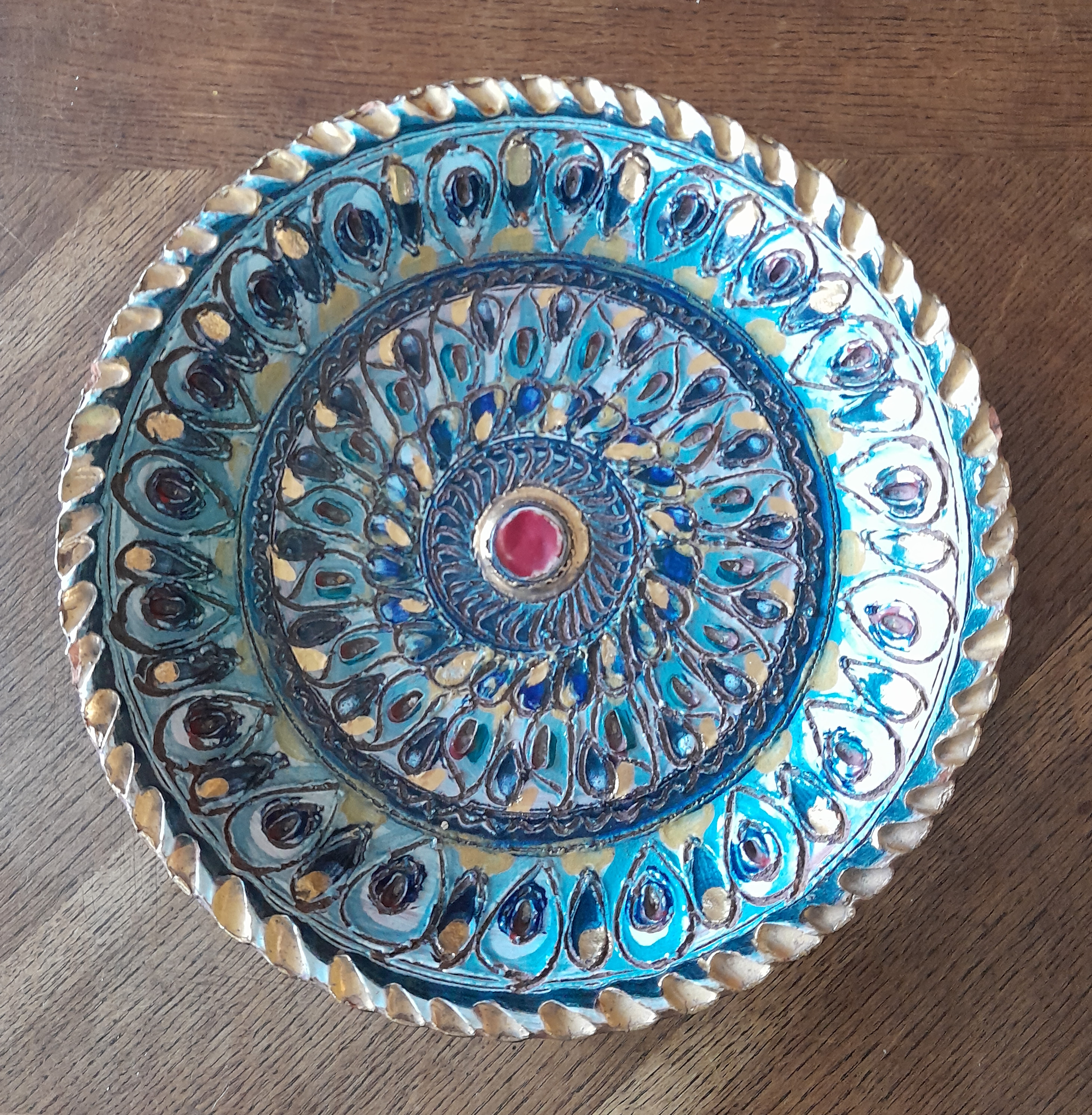
Maîtrise de Nimy - Plateau, œuvre de Georges Destrebecq.

Nimy est principalement réputé au niveau belge et international pour sa faïence produite par « La Faïencerie de Nimy ». Créée en 1789 par Fery-François de Bousies et Dieudonné Joseph Antoine, sa production est connue sous l'appellation Vieux-Nimy. Elle est acquise en 1851 par la société Kéramis de La Louvière. En 1897, elle comptait 675 ouvriers. Ayant subi des dommages importants pendant la Première Guerre mondiale, elle est vendue à la société céramique de Maastricht en mars 1921 qui intensifie la production de faïence ordinaire.
En 1943, Raoul Godfroid, directeur de l’Académie royale des Beaux-Arts de Mons, en consultation avec son ami Jules Moreau, directeur de la faïencerie de Nimy, crée à Nimy un mouvement artistique novateur en vue d'élever les céramiques de Nimy au niveau de l’art sous le nom de « Maîtrise de Nimy ». Huit jeunes artistes s'installent dans les bâtiments où la faïence de Nimy est fabriquée : Fernande Massart, Georges Destrebecq, Louis Waem, René Lemaigre, Pierre Monnaie, André Hupet, Irène Zacq et Geneviève Noe sous la direction de Raoul Godfroid. La Maîtrise de Nimy acquiert une renommée internationale avec des expositions à New York, Amsterdam, Le Caire, Milan et Lisbonne ainsi qu'avec la visite de Rainier III, prince souverain de Monaco à Mons en 1947. De même, elle obtient le premier prix de la Triennale de Milan en juillet 1948.
La Seconde Guerre mondiale est fatale à la faïencerie de Nimy et la production cesse définitivement en 1951. Le groupe est divisé après la fermeture définitive de l’usine de Nimy en 1951. Le mouvement artistique La maîtrise de Nimy survit à la disparition de cette usine recourant aux fours de Baudour et accueille d'autres artistes. En 1966, le Salon d'art libre de Paris décerne ainsi sa médaille d'or à Jacques Geuens.

### Transports
- Gare de Nimy

Sortie 23 de l'autoroute A7 E19-E42.

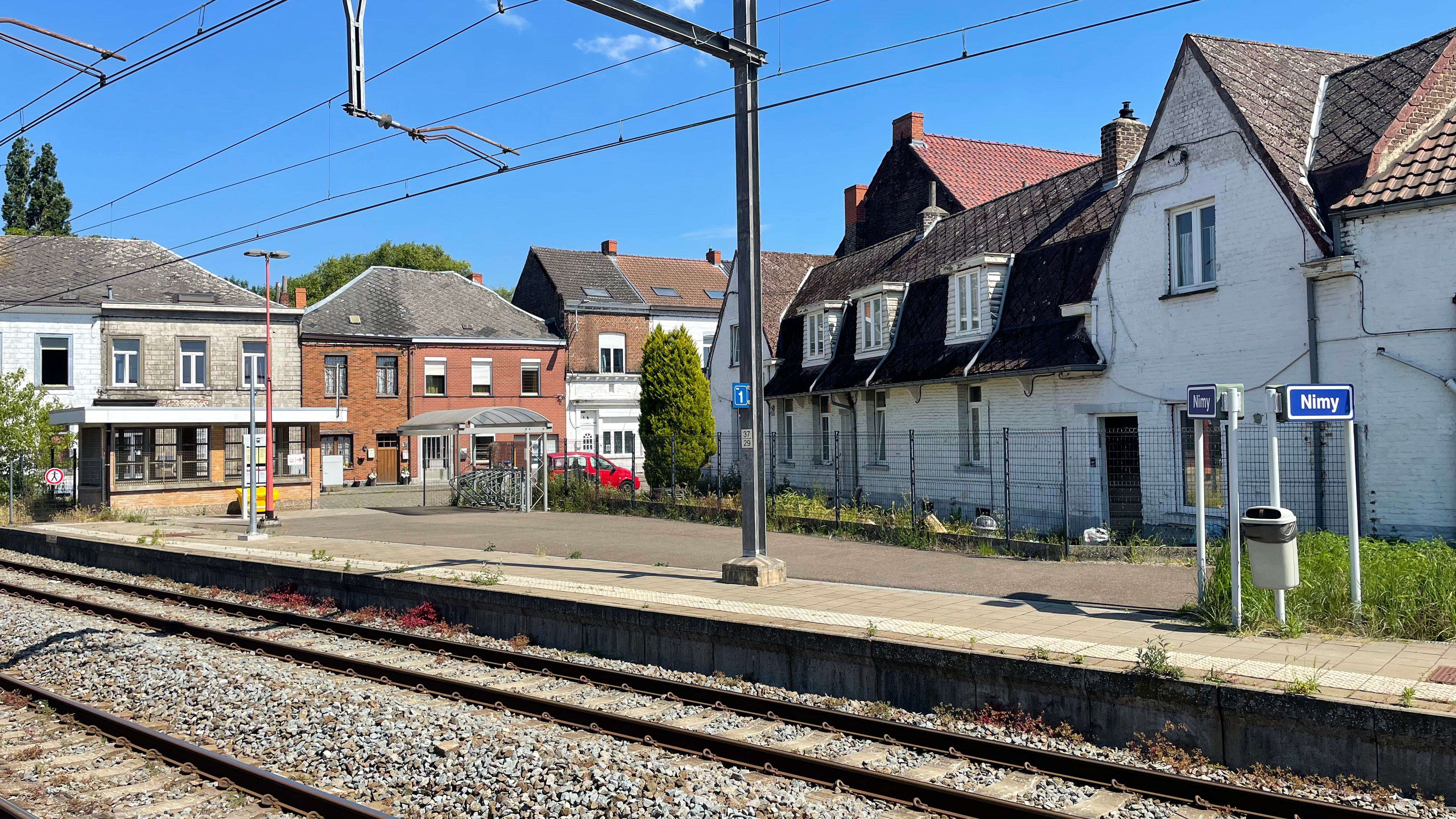
Gare de Nimy.

La N6 traverse le village. La N56 et N552 passent près de Nimy.

## Galerie

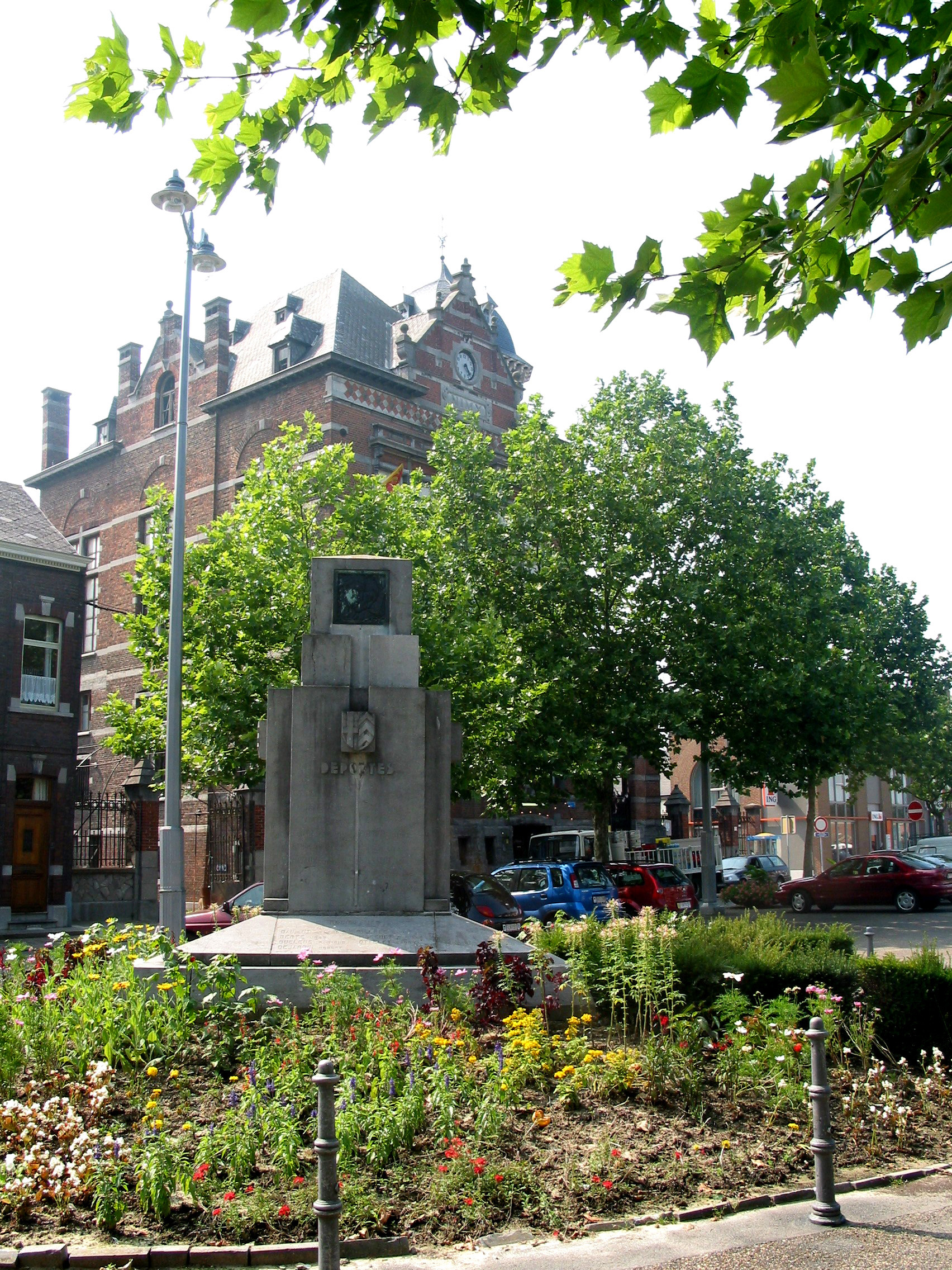
Le monument aux déportés et l'ancien hôtel de ville.
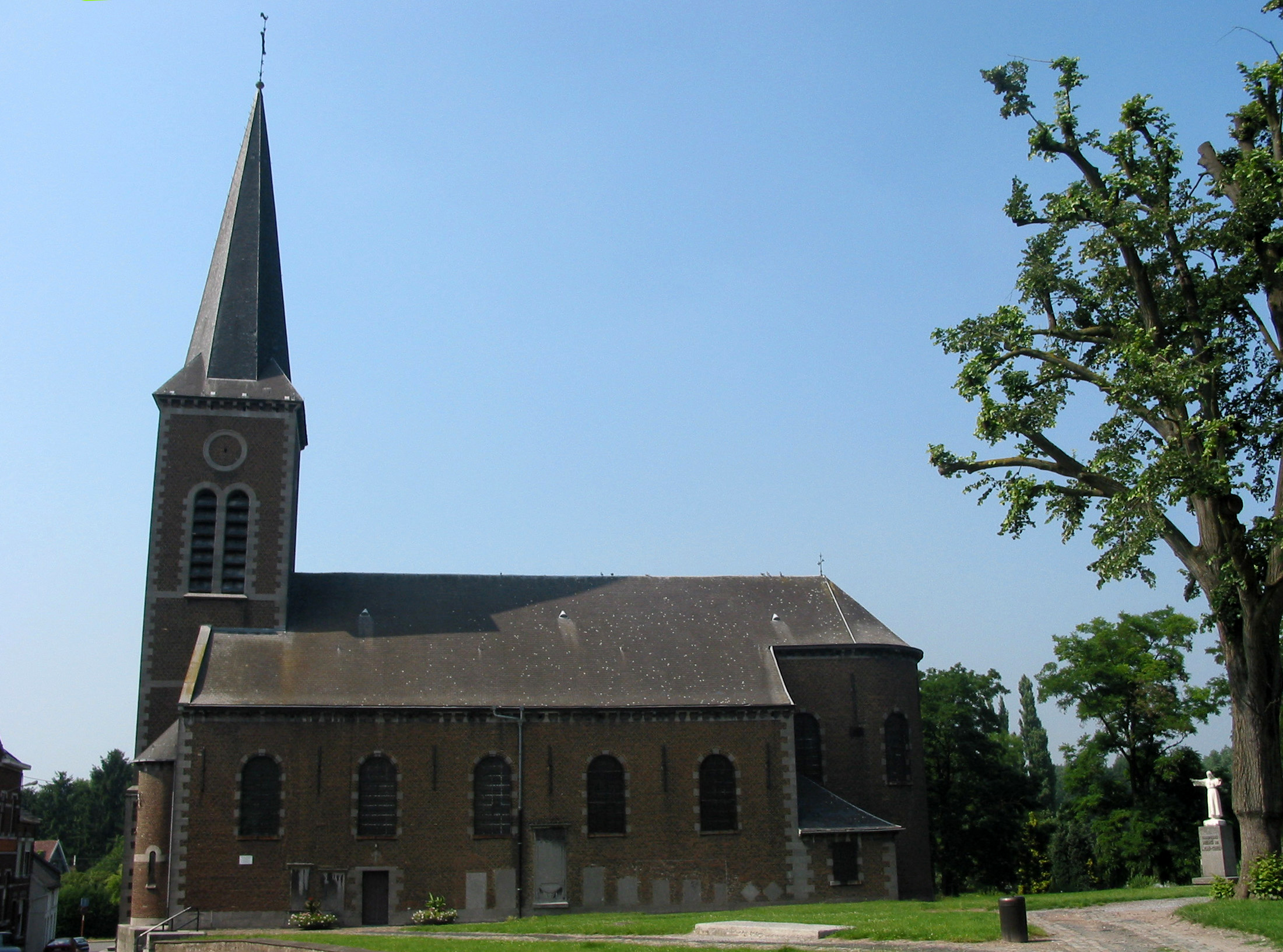
L'église de la Sainte-Vierge.
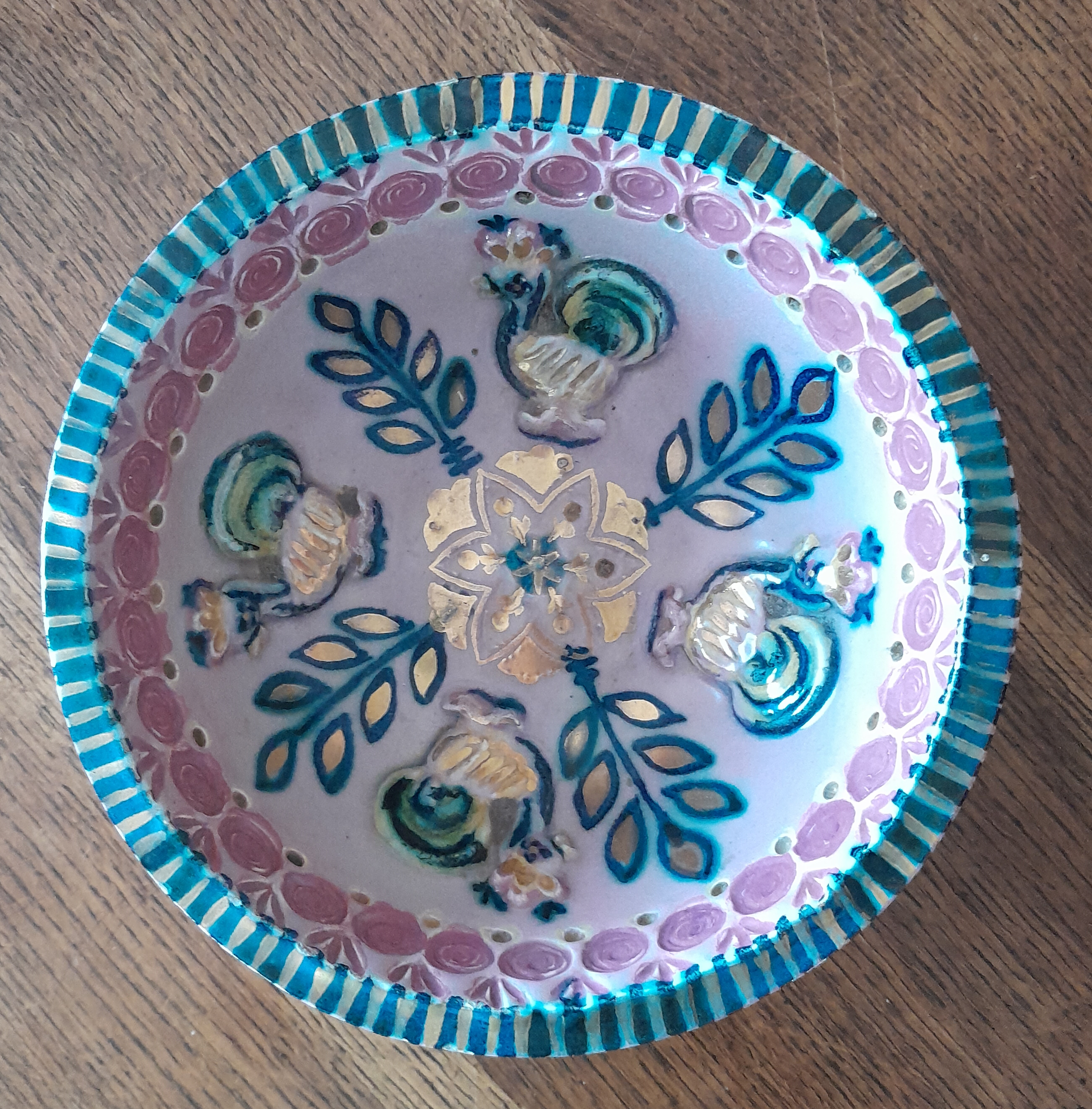
Maîtrise de Nimy - vase, œuvre de Fernande Massart

## Personnalités
- Elisabeth Wesmael, (1861-1953), peintre belge qui grandit à Nimy et y est enterrée[14].
- Charles Mammes (1821-1858), peintre belgo-luxembourgeois qui a vécu à Nimy et qui l'a représenté dans ses peintures.